# Taletøfler
Taletøfler var en dansk, flash-animeret parodi på Teletubbies, som fandtes på Danmarks Radios hjemmeside i 2005, men siden er blevet fjernet og nu kun tilgængelig på Youtube.
Hvert afsnit begyndte med en kendingsmelodi, hvor de fire taletøfler blev introduceret:
- Stinky Pinky
- Drinky
- Laller
- Bøvs

I hver episode skal taletøflerne forsøge at klare sig ud af en problematisk situation.
I modsætning til de rigtige Teletubbies var taletøflerne alkoholiserede tabere, som hver har en genstand der er forbundet med den pågældende taletøffel og som ofte er involveret i afsnittenes handling: Stinky Pinky har en pose med tomme flasker, Drinky har en flaske kirsebærvin, og Laller har en chillum. For eksempel har Stinky Pinky i et afsnit mistet sin pose med tomme flasker, og taletøflerne skal finde den. I et andet afsnit er taletøflerne læns og skal finde penge til at købe øl for, og i et tredje afsnit kan de ikke komme hjem, fordi en af taletøflerne har mistet sin nøgle (men i virkeligheden er blevet sat på gaden for ikke at betale husleje).

## Eksterne Links
- Side med en indspilning af Taletøflernes kendingsmelodi Arkiveret 10. marts 2007 hos  Wayback Machine
- Taletøfler 1 - Hvor er Bøvses pose med tomme flasker?
- Taletøfler 2 - Hvor er Lallers nøgle?